# Marie Woodhamsová
Marie Woodhamsová, dívčím příjmením Řičánková, (* 22. dubna 1943 Zlín) je česká novinářka a publicistka působící v Rakousku.

## Život
Studovala obchodní akademii ve Zlíně, tehdy Gottwaldově. Na školu jednou dorazili zástupci pražské redakce novin a žádali, aby škola vybrala tři studentky, které by mohly dělat redakční sekretářku. Mezi trojicí se objevila i Woodhamsová. Každá z vybrané trojice jela separátně do Prahy, kde zpracovala zápis z velké redakční porady. Ve výběru uspěla Woodhamsová a začala působit ve zlínské redakci novin.
Když se zlínská pobočka novin rušila, oslovili ji pracovníci tamní rozhlasové redakce a Woodhamsová začala pracovat pro Československý rozhlas, a to na pozici reportérky. S mikrofonem navštívila také mezinárodní gumárenskou konferenci, kde natočila rozhovor s Ericem Woodhamsem, jenž žil ve Vídni a pro svého zaměstnavatele měl na starosti region střední a východní Evropy (Československo, Maďarsko, Polsko, Rumunsko a Bulharsko). Seznámili se blíže a po asi tříletém vztahu plánovali svatbu. Kvůli ní musela z rozhodnutí představitelů Komunistické strany Československa (KSČ) opustit práci v rozhlase. Přesto plánovala i s manželem žít v Československu. Když jí ale krátce po výpovědi z rozhlasu během jedné noci náhle zemřela i maminka, rozhodla se pro odchod do zahraničí. Před svatbou se ji pokoušela pro spolupráci získat Státní bezpečnost (StB), ale Woodhamsová na spolupráci nepřistoupila.
Roku 1981 se tak z Československa vystěhovala do Rakouska i se svými dvěma dětmi (synem Pavlem a dcerou Jitkou) z předchozího, nevydařeného manželství. V Rakousku působila nejprve jako žena v domácnosti, ale pak dala přednost práci a živila se výukou češtiny. Nejdřív na přání jiných, kteří si přáli do češtiny proniknout, a posléze ji vyučovala též v americkém institutu. Nakonec se podílela na sepsání učebnice českého jazyka. Pracovala rovněž pro rozhlasovou stanici Österreichischer Rundfunk (ORF).
Po československé sametové revoluci se roku 1990 stala zahraniční zpravodajkou Československého a posléze Českého rozhlasu. Podílela se na vzniku televizního pořadu Postřehy odjinud vysílaném Českou televizí. Na začátku druhé poloviny devadesátých let 20. století podlehl dlouhé nemoci Woodhamsové zemřel manžel Eric. Krátce nato postihla prezidenta České republiky Václava Havla na dovolené v rakouských Alpách, kam odjel na ozdravný pobyt, závažné onemocnění, při němž došlo k perforaci tlustého střeva a zánětu v jejím okolí, což si vyžádalo okamžitou operaci politikova kritického zdravotního stavu. Woodhamsová okamžitě do Innsbrucku, kde prezident ležel v nemocnici, vyrazila, aby o situaci bezprostředně reportovala posluchačům. Tato souhra okolností, kdy neměla myšlenky na nic jiného než svojí práci, jí – podle jejích slov – pomohla ve chvílích krátce po manželově odchodu.

## Dílo
Woodhamsová je autorkou publikace Třiadvacet dnů v Innsbrucku, která vyšla jak v češtině, tak rovněž v němčině, a v roce 2004 jí byla vydána Literární kuchařka.